# Les Monstres (série télévisée)
Pour les articles homonymes, voir Les Monstres.
Les Monstres (The Munsters) est une série télévisée américaine en 70 épisodes de 25 minutes, créée par Joe Connelly et Bob Mosher et diffusée entre le 24 septembre 1964 et le 12 mai 1966 sur le réseau CBS.
En France, la série a été diffusée à partir du 7 septembre 1986 sur Canal+.[réf. souhaitée]

## Synopsis
Les aventures loufoques d'une famille de monstres vivant dans un manoir hanté à côté d'un cimetière et se déplaçant en corbillard. La famille Monstre se compose d'Herman, le père, fabriqué en laboratoire et sosie du monstre de Frankenstein, employé d'une entreprise de pompes funèbres ; de Lily, la mère, goule aux dents acérées femme au foyer, de Eddie, le fils loup-garou qui va à l'école ; du Grand-Père Dracula toujours dans son laboratoire, et enfin de Marilyn, la nièce, seule personne normale de la famille, qui fait des études.

## Distribution
- Fred Gwynne (VF : Georges Atlas) : Herman Monstre
- Yvonne De Carlo (VF : Évelyne Grandjean) : Lily Monstre
- Butch Patrick (VF : Damien Boisseau) : Edward « Eddie » Wolfgang Monstre
- Al Lewis (VF : Guy Montagné) : Grand-Père Dracula Monstre
- Beverly Owen (VF : Joëlle Fossier) : Marilyn Monstre (1964, 13 épisodes début saison 1)
- Pat Priest (VF : Joëlle Fossier) : Marilyn Monstre (1964-1966, fin saison 1 et saison 2)

Sources et légende : Version française sur Forum Doublage Francophone

## Épisodes

### Première saison (1964-1965)
1. Mascarade (Munster Masquerade)

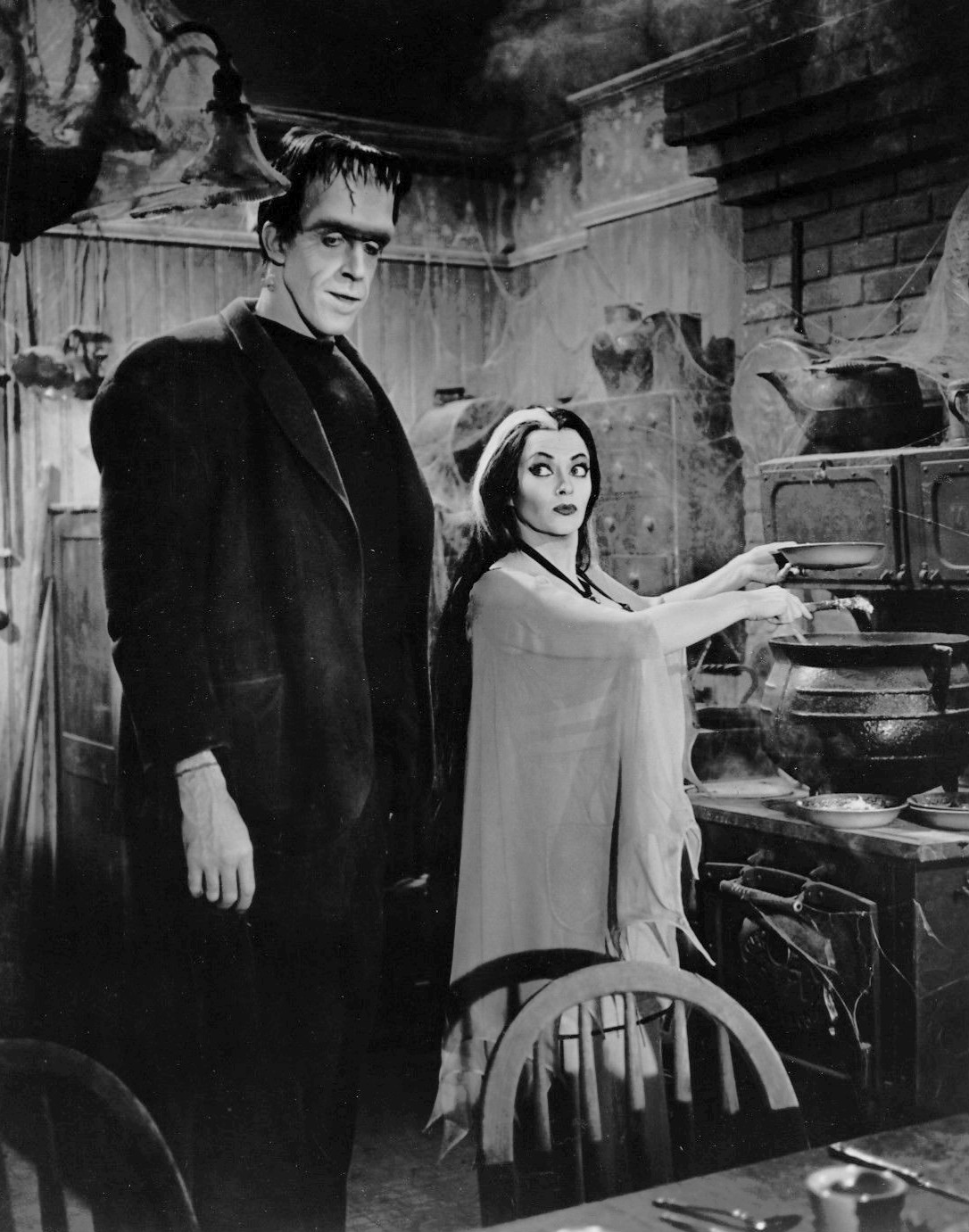
Fred Gwynne et Yvonne De Carlo.

2. Ça c'est de l'amour ! (My Fair Munster)
3. Y'a des nuits comme ça (A Walk on the Mild Side)
4. La Grande Berceuse (Rock-a-Bye Munster)
5. Ah ! Le beau Monstre ! (Pike's Pique)
6. Curieux ce monstre ! (Low-Cal Munster)
7. L'Homme d'acier (Tin Can Man)
8. Le Grand Herman (Herman the Great)
9. Tiens, voilà Charlie ! (Knock Wood, Here Comes Charlie)
10. Fin de saison (Autumn Croakus)
11. La Promenade de minuit (The Midnight Ride of Herman Munster)
12. Un prince chez les Monstres (The Sleeping Cutie)
13. Portrait de famille (Family Portrait)
14. Grand-Père en voyage (Grandpa Leaves Home)
15. Le Grand Rival (Herman's Rival)
16. L'Appel de la forêt (Grandpa's Call of the Wild)
17. Vive les Monstres ! (All-Star Munster)
18. Si c'est un martien qui répond, raccrochez ! (If a Martian Answers, Hang Up)
19. Le Surnom d'Eddie (Eddie's Nickname)
20. Le Meilleur Ami du Monstre (Bats of a Feather)
21. Herman le banquier (Don't Bank on Herman)
22. Ça, c'est du rythme ! (Dance With Me, Herman)
23. Suivez ce Monstre ! (Follow That Munster)
24. Mais c'est la passion ? (Love Locked Out)
25. Viens ici, petit Monstre ! (Come Back Little Googie)
26. Et que ça chauffe ! (Far Out Munsters)
27. Les Problèmes déménagent (Munsters on the Move)
28. Ça, c'est du cinéma ! (Movie Star Munster)
29. Les Nerfs qui lâchent (Herman the Rookie)
30. Le Club des Monstres (Country Club Munsters)
31. Je t'aime, mon petit Monstre (Love Comes to Mockingbird Heights)
32. Un air de famille (Mummy Munster)
33. Une collection de rêve (Lily Munster, Girl Model)
34. Abracadabra Herman (Munster the Magnificent)
35. Chouette ! Des fantômes (Herman's Happy Valley)
36. Chic, j'ai peur ! (Hot Rod Herman)
37. L'Augmentation (Herman's Raise)
38. Allo, c'est Herman (Yes, Galen, There Is a Herman)

### Deuxième saison (1965-1966)
1. Ça, c'est de la psychologie ! (Herman's Child Psychology)
2. L'Espion (Herman, the Master Spy)
3. Les Monstres au far-west (Bronco-Bustin' Munster)
4. Le Roi de la photo (Herman Munster, Shutter Bug)
5. Vive l'entraînement (Herman, Coach of the Year)
6. Joyeux anniversaire ! (Happy 100th Anniversary)
7. Opération Herman (Operation Herman)
8. Le Locataire mystérieux (Lily's Star Boarder)
9. Trou de mémoire chez les Monstres (John Doe Munster)
10. L'Élu de mon cœur (A Man for Marilyn)
11. Le Permis de conduire (Herman's Driving Test)
12. Restons simples... (Will Success Spoil Herman Munster ?)
13. Le Monstre des égouts (Underground Munster)
14. La Chasse au trésor (The Treasure of Mockingbird Heights)
15. Rien ne sert de taper (Herman's Peace Offensive)
16. Le Bon Cheval (Herman Picks a Winner)
17. Ciel, il est beau (Just Another Pretty Face)
18. Grand chef Herman (Heap Big Herman)
19. De quoi se faire les cheveux... (The Most Beautiful Ghoul in the World)
20. La Promise du Grand-Père (Grandpa's Lost Wife)
21. L'Émeraude de Fregosi (The Fregosi Emerald)
22. Zombo (Zombo)
23. Cyrano de Monstre (Cyrano de Munster)
24. Le Petit Génie (The Musician)
25. Le Monstre préhistorique (Prehistoric Munster)
26. Mon cousin Johann (A Visit From Johann)
27. Le Frère d'Eddie (Eddie's Brother)
28. Herman, t'es gonflé ! (Herman, the Tire-Kicker)
29. La Grande Division (A House Divided)
30. La Récompense (Herman's Sorority Caper)
31. L'Accident (Herman's Lawsuit)
32. Une visite mal venue (A Visit From the Teacher)

## Commentaires
- Les Monstres est une série concurrente directe de La Famille Addams (The Addams Family), diffusée à la même époque sur le réseau ABC.
- En 1966, Fred Gwynne fait une apparition maquillé en Herman Munster dans l'émission The Danny Kaye Show.

## Deuxième série
Une nouvelle série, Les nouveaux monstres sont arrivés ("The Munsters Today"), a été diffusée de 1988 à 1991 avec trois saisons de 72 épisodes de 25 minutes (Toujours inédit en DVD dans le monde)

## Film et téléfilms
Deux films et trois téléfilms :
- Frankenstein et les faux-monnayeurs (Munster, Go Home!) (1966) : Avec les acteurs de la série sauf la cousine Marilyn (Sortie en DVD en Vost)
- Munster's Revenge (1981) : téléfilm avec les acteurs de la série sauf le fils Eddie et de la cousine Marilyn. (Sortie en DVD en VF+VOst)
- Les Monstres (Here Come the Munsters) (1995) : Téléfilm avec de nouveaux acteurs. (Sortie qu'en VHS en VF)
- The Munsters' Scary Little Christmas (1996) : téléfilm avec d'autres nouveaux acteurs. (Inédit en France)
- The Munsters (2022) de Rob Zombie "Le fils Eddie et la cousine Marilyn n'apparaissent pas dans le film". (Film sortie sur Netflix)

## Dessin animé
- The Mini-Munsters (1973) : Pilote télévisé inédit, Durée 23 minutes (Al Lewis double la voix du grand-père monstre)

## Mockingbird Lane
En août 2011, le producteur Bryan Fuller a mis en projet une nouvelle version de The Munsters pour NBC, qui est devenu  Mockingbird Lane en février 2012 en hommage à l'adresse de la maison victorienne de la série originale.
Le pilote n'a pas été retenu par la chaîne, il est alors devenu un téléfilm de 43 minutes.

## Projet d'une série avorté
En août 2017, la chaine NBC annonce une nouvelle série Les Monstres en développement à partir d'un scénario de Jill Kargman, également à la production avec Seth Meyers et Mike Shoemaker. Les détails du casting ne sont pas encore connus, mais la nouvelle série devait être dans un format d'une demi-heure. Le projet devait se dérouler dans la banlieue californienne de Mockingbird Heights et raconter comment les Monstres essaient de se fondre parmi les humains à Brooklyn.[réf. nécessaire]

## DVD
En France, la série est éditée en DVD par Elephant Films :
- L'intégrale de la saison 1 est sortie en DVD le 23 novembre 2016[4].
- L'intégrale de la saison 2 est sortie en DVD le 21 juin 2017[5].
- Les Monstres - Les inédits, Frankenstein et les faux-monnayeurs (VOst) et Munsters' Revenge (VF+V0st) sortie le 27 septembre 2017[6].